# Геометрический остов
Геометрический остов (англ. geometric spanner) или t-остовной граф, или t-остов первоначально был введён как взвешенный граф на множестве точек в качестве вершин, для которого существует t-путь между любой парой вершин для фиксированного параметра t. t-путь определяется как путь в графе с весом, не превосходящим в t раз пространственное расстояние между конечными точками. Параметр t называется коэффициентом растяжения остова.
В вычислительной геометрии концепцию первым обсуждал Л.П. Чу в 1986, хотя термин «spanner» (остов) в статье упомянут не был.
Понятие остовных деревьев известно в теории графов — t-остова, это остовные подграфы графов с похожими свойствами растяжения, где расстояние между вершинами графа определяется в терминах теории графов. Поэтому геометрические остовы являются остовными деревьями полных графов, вложенных в плоскость, в которых веса рёбер равны расстояниям между вершинами в соответствующей метрике.
Остовы могут быть использованы в вычислительной геометрии для решения некоторых задач на близость. Они находят также приложения в других областях, таких как планирование движения, в коммуникационных сетях — надёжность сети, оптимизация роуминга в мобильных сетях и т.д..

## Различные остовы и меры качества
Существуют различные меры, используемые для анализа качества остовов. Наиболее распространёнными мерами являются число рёбер, общий вес и максимальная степень вершин. Асимптотически оптимальные значения для этих мер —{\displaystyle O(n)} рёбер, {\displaystyle O(MST)} для общего веса и {\displaystyle O(1)} для максимальной степени (здесь MST означает вес минимального остовного дерева).
Известно, что поиск остова на евклидовой плоскости с минимальным растяжением на n точках с максимум m рёбрами является NP-трудной задачей.
Есть много алгоритмов, которые хорошо ведут себя при различных мерах качества. Быстрые алгоритмы включают остовную вполне разделенную декомпозицию пар (англ. Well-separated pair decomposition, WSPD) и тета-графы, которые строят остовы с линейным числом рёбер за время {\displaystyle O(n\log n)}. Если требуются лучшие веса и степени вершин, жадный остов вычисляется почти за квадратичное время.

## Тета-граф
Тета-граф или {\displaystyle \Theta }-граф принадлежит семейству основанных на конусе остовов. Основной метод построения заключается в разделении пространства вокруг каждой вершины на множество конусов (плоский конус — это два луча, то есть угол), которые разделяют оставшиеся вершины графа. Подобно графам Яо, {\displaystyle \Theta }-граф содержит максимум по одному ребру для конуса. Подход отличается в способе выбора рёбер. В то время как графы Яо выбирают ближайшую вершину согласно метрическому расстоянию в графе, {\displaystyle \Theta }-граф определяет фиксированный луч, содержащийся в каждом конусе (обычно биссектриса конуса) и выбираются ближайшие соседи (то есть имеющие наименьшее расстояние до луча).

## Жадный остов
Жадный остов или жадный граф определяется как граф, получающийся путём многократного добавления ребра между точками, не имеющими t-пути. Алгоритмы вычисления этого графа упоминаются как алгоритмы жадного остова. Из построения тривиально следует, что жадные графы являются t-остовами.
Жадный остов открыли в 1989 независимо Альтхёфер  и Берн (не опубликовано).
Жадный остов достигает асимптотически оптимальное число рёбер, общий вес и максимальную степень вершины и даёт лучшие величины меры на практике.
Он может быть построен за время {\displaystyle O(n^{2}\log n)} с использованием пространства {\displaystyle O(n^{2})}.

## Триангуляция Делоне
Главным результатом Чу было то, что для множества точек на плоскости существует триангуляция этих наборов точек, такая, что для любых двух точек существует путь вдоль рёбер триангуляции с длиной, не превосходящей {\displaystyle \scriptstyle {\sqrt {1}}0} евклидова расстояния между двумя точками. Результат был использован в планировании движения для поиска приемлемого приближения кратчайшего пути среди препятствий.
Лучшая верхняя известная граница для триангуляции Делоне равна {\displaystyle \scriptstyle {(4{\sqrt {3}}/9)\pi }\approx 2{,}418}-остова для его вершин.  
Нижняя граница была увеличена с {\displaystyle \scriptstyle {{\pi }/2}} до 1,5846.

## Вполне разделенная декомпозиция пар
Остов может быть построен из вполне разделенной декомпозиции пар следующим образом. Строим граф с набором точек {\displaystyle S} в качестве вершин и для каждой пары {\displaystyle \{A,B\}} в WSPD добавляем ребро из произвольной точки {\displaystyle a\in A} в произвольную точку {\displaystyle b\in B}. Заметим, что получающийся граф имеет линейное число рёбер, поскольку WSPD имеет линейное число пар.
Нам нужны эти два свойства WSPD:
Лемма 1: Пусть {\displaystyle \{A,B\}} будет вполне разделенной декомпозицией пар по отношению к {\displaystyle s}. Пусть {\displaystyle p,p'\in A} и {\displaystyle q\in B}. Тогда {\displaystyle |pp'|\leqslant (2/s)|pq|}.
Лемма 2: Пусть {\displaystyle \{A,B\}} будет вполне разделенной декомпозицией пар по отношению к {\displaystyle s}. Пусть {\displaystyle p,p'\in A} и {\displaystyle q,q'\in B}. Тогда, {\displaystyle |p'q'|\leqslant (1+4/s)|pq|}.
Пусть {\displaystyle \{A,B\}} будет вполне разделенной декомпозицией пар по отношению к {\displaystyle s} в WSPD. Пусть {\displaystyle [a,b]} будет ребром, соединяющим {\displaystyle A} с {\displaystyle B}. Пусть есть точка {\displaystyle p\in A} и точка {\displaystyle q\in B}. По определению WSPD достаточно проверить, что есть {\displaystyle t}-остовной путь, или {\displaystyle t}-путь для краткости, между  {\displaystyle p} и {\displaystyle q}, который обозначим {\displaystyle P_{pq}}. Обозначим длину пути {\displaystyle P_{pq}} через {\displaystyle |P_{pq}|}.
Предположим, что есть {\displaystyle t}-путь между любой парой точек с расстоянием, меньшим или равным {\displaystyle |pq|} и {\displaystyle s>2}. Из неравенства треугольника, предположений и факта, что {\displaystyle |pa|\leqslant (2/s)|pq|\Rightarrow |pa|<|pq|} и {\displaystyle |bq|\leqslant (2/s)|pq|\Rightarrow |bq|<|pq|} согласно Лемме 1 мы имеем:
{\displaystyle |P_{pq}|\leqslant t|pa|+|ab|+t|bq|}
Из леммы 1 и 2 мы получаем:
{\displaystyle {\begin{aligned}|P_{pq}|&\leqslant t(2/s)|pq|+(1+4/s)|pq|+t(2/s)|pq|\\&=t(4/s)|pq|+(1+4/s)|pq|\\&=\left({\frac {4t+4}{s}}\right)|pq|+|pq|\\&=\left({\frac {4(t+1)}{s}}+1\right)|pq|\end{aligned}}}
Так что:
{\displaystyle {\begin{aligned}t&={\frac {4(t+1)}{s}}+1\\t-1&={\frac {4(t+1)}{s}}\\s(t-1)&=4(t+1)\\s(t-1)-4(t+1)&=0\\st-s-4t-4&=0\\t(s-4)-s-4&=0\\t(s-4)&=s+4\\t&={\frac {s+4}{s-4}}\end{aligned}}}
И так, если {\displaystyle t=(s+4)/(s-4)} и {\displaystyle s>4}, то мы имеем {\displaystyle t}-остов для набора точек {\displaystyle S}.
Согласно доказательству можно иметь произвольное значение для {\displaystyle t} путём выражения {\displaystyle s} из {\displaystyle t=(s+4)/(s-4)}, что даёт {\displaystyle s=4(t+1)/(t-1)}.